# 波萊納 (路易斯安那州)
波萊納（英語：Paulina）是位於美國路易斯安那州聖詹姆斯堂區的一個普查規定居民點。

## 人口
根據2020年美國人口普查的數據，波萊納的面積為13.76平方千米，當中陸地面積為11.96平方千米，而水域面積為1.80平方千米。當地共有人口1778人，而人口密度為每平方千米129.22人。